# Rufus Hound
Rufus Hound, nato Robert James Blair Simpson (Chertsey, 6 marzo 1979), è un conduttore televisivo e comico britannico, vincitore del talent show Let's Dance for Comic Relief.

## Carriera
Rufus Hound ha iniziato la propria carriera di conduttore con Destination Three, la copertura televisiva del Glastonbury Festival, a cui è seguito Top of the Pops che ha condotto nel 2005 e nel 2006 al fianco di Fearne Cotton. È seguito il reality show Grime Scene Investigation su BBC Three con lo staff e gli studenti dell'università di Aston e la narrazione di MythBusters su BBC Two. È inoltre comparso come ospite o concorrente in numerosi altri show come Street Cred Sudoku, Celebrity Juice, The Apprentice: You're Fired! e Richard & Judy. Per un certo periodo ha inoltre sostituito Anne Robinson alla conduzione di Outtake TV su BBC1.
Nel 2010, è protagonista di una sitcom in onda su CBBC intitolata Hounded, in cui Hound interpreta il ruolo di un presentatore televisivo che deve salvara l'universo dalla minaccia di uno scienziato pazzo. Nello stesso anno ha partecipato come concorrente a Let's Dance for Sport Relief, danzando sul brano di Cheryl Cole Fight for This Love e vincendo la finale della serie il 13 marzo 2010. Rufus Hound ha inoltre condotto l'edizione del 2000 dello show My Funniest Year, uno sguardo sull'anno passato della televisione britannica, andato in onda su Channel 4 nel settembre 2010.